# Aston Villa FC in het seizoen 1997/98
Dit artikel beschrijft de prestaties van voetbalclub Aston Villa FC in het seizoen 1997/1998. Dit seizoen werd de club zevende in de Premier League, maar ontsloeg men trainer Brian Little wegens een tegenvallende eerste seizoenshelft. John Gregory, een landgenoot van Little, kreeg de leiding vanaf 25 februari 1998. Little behaalde voor Nieuwjaar een rapport van 25 punten op 60. De club stond daarmee vrij onder in het klassement, maar het clubbestuur streefde een reputatie als subtopper na. Gregory behaalde vervolgens 27 punten op 33, waarmee het seizoen met een positief gevoel werd beëindigd. Gareth Barry stroomde dit seizoen door vanuit de jeugd. Barry zou meer dan 400 officiële wedstrijden spelen voor Villa. Gareth Southgate werd aanvoerder nadat Andy Townsend in augustus 1997 naar tweedeklasser Middlesbrough verhuisde. Dwight Yorke, een jeugdproduct van Villa, speelde zijn laatste seizoen op Villa Park. In de zomer van 1998 transfereerde Yorke naar Manchester United.

## Spelerskern
Spelers wier rugnummer is doorstreept verlieten de club tijdens het seizoen;
| Rugnummer     | Naam               | Nationaliteit      | Geboortedatum | Bij de club sinds | Vorige club                          |
| ------------- | ------------------ | ------------------ | ------------- | ----------------- | ------------------------------------ |
| Keepers       |                    |                    |               |                   |                                      |
| 1             | Mark Bosnich       | Australië          | 13-02-1972    | 1992              | Sydney United                        |
| 13            | Michael Oakes      | Engeland           | 30-10-1973    | 1991              | eigen jeugd / Tranmere Rovers (huur) |
| Verdedigers   |                    |                    |               |                   |                                      |
| 2             | Gary Charles       | Engeland           | 13-04-1970    | 1995              | Derby County                         |
| 3             | Steve Staunton     | Ierland            | 19-01-1969    | 1991              | Liverpool                            |
| 4             | Gareth Southgate 2 | Engeland           | 03-09-1970    | 1995              | Crystal Palace                       |
| 5             | Ugo Ehiogu         | Engeland           | 03-11-1972    | 1991              | West Bromwich Albion                 |
| 14            | Alan Wright        | Engeland           | 28-09-1971    | 1995              | Blackburn Rovers                     |
| 15            | Nelson             | Portugal           | 05-11-1971    | 1996              | Sporting Lissabon                    |
| 16            | Simon Grayson      | Engeland           | 16-12-1969    | 1997              | Leicester City                       |
| 20            | Riccardo Scimeca   | Engeland           | 13-06-1971    | 1995              | eigen jeugd                          |
| 24            | Gareth Barry       | Engeland           | 23-02-1981    | 1998              | Brighton & Hove Albion               |
| Middenvelders |                    |                    |               |                   |                                      |
| 6             | Andy Townsend      | Ierland            | 23-07-1963    | 1993              | Chelsea                              |
| 7             | Ian Taylor         | Engeland           | 04-06-1968    | 1994              | Sheffield Wednesday                  |
| 8             | Mark Draper        | Engeland           | 11-11-1970    | 1995              | Leicester City                       |
| 17            | Lee Hendrie        | Engeland           | 18-05-1977    | 1994              | eigen jeugd                          |
| 18            | Saša Ćurčić        | Servië             | 14-02-1972    | 1996              | Bolton Wanderers                     |
| Aanvallers    |                    |                    |               |                   |                                      |
| 9             | Savo Milošević     | Servië             | 02-09-1973    | 1995              | FK Partizan Belgrado                 |
| 10            | Dwight Yorke       | Trinidad en Tobago | 03-11-1971    | 1989              | eigen jeugd                          |
| 11            | Stan Collymore     | Engeland           | 22-01-1971    | 1997              | Liverpool                            |
| 12            | Julian Joachim     | Engeland           | 20-09-1974    | 1995              | Leicester City                       |
| 22            | Darius Vassell     | Engeland           | 13-06-1980    | 1998              | eigen jeugd                          |
| 25            | Darren Byfield     | Engeland           | 29-09-1976    | 1997              | eigen jeugd                          |
| 27            | Richard Walker     | Engeland           | 08-11-1977    | 1997              | eigen jeugd                          |

- = Aanvoerder

### Manager
|         |                           |               |                        |
|         |                           |               |                        |
| Functie | Naam                      | Nationaliteit | Opmerking              |
| Coach   | Brian Little (foto boven) | Engeland      | tot 24 februari 1998   |
| Coach   | John Gregory (foto onder) | Engeland      | vanaf 25 februari 1998 |

## Resultaten
Een overzicht van de competities waaraan Aston Villa in het seizoen 1997-1998 deelnam.
| Premier League | FA Cup       | League Cup   | UEFA Cup    |
| -------------- | ------------ | ------------ | ----------- |
|                |              |              |             |
| 7e             | Vijfde ronde | Vierde ronde | Kwartfinale |

## Uitrustingen
Shirtsponsor: AST Computers 

Sportmerk: Reebok

## Premier League

### Wedstrijden
| №  | Datum      | Wedstrijd                         | Uitslag | P  |
| -- | ---------- | --------------------------------- | ------- | -- |
| 1  | 09.08.1997 | Leicester City – Aston Villa      | 1–0     | 0  |
| 2  | 13.08.1997 | Aston Villa – Blackburn Rovers    | 0–4     | 0  |
| 3  | 23.08.1997 | Newcastle United – Aston Villa    | 1–0     | 0  |
| 4  | 27.08.1997 | Tottenham Hotspur – Aston Villa   | 3–2     | 0  |
| 5  | 30.08.1997 | Aston Villa – Leeds United        | 1–0     | 3  |
| 6  | 13.09.1997 | Barnsley – Aston Villa            | 0–3     | 6  |
| 7  | 20.09.1997 | Aston Villa – Derby County        | 2–1     | 9  |
| 8  | 22.09.1997 | Liverpool – Aston Villa           | 3–0     | 9  |
| 9  | 27.09.1997 | Aston Villa – Sheffield Wednesday | 2–2     | 10 |
| 10 | 04.10.1997 | Bolton Wanderers – Aston Villa    | 0–1     | 13 |
| 11 | 18.10.1997 | Aston Villa – Wimbledon           | 1–2     | 13 |
| 12 | 26.10.1997 | Arsenal – Aston Villa             | 0–0     | 14 |
| 13 | 01.11.1997 | Aston Villa – Chelsea             | 0–2     | 14 |
| 14 | 08.11.1997 | Crystal Palace – Aston Villa      | 1–1     | 15 |
| 15 | 22.11.1997 | Aston Villa – Everton             | 2–1     | 18 |
| 16 | 29.11.1997 | West Ham United – Aston Villa     | 2–1     | 18 |
| 17 | 06.12.1997 | Aston Villa – Coventry City       | 3–0     | 21 |
| 18 | 15.12.1997 | Manchester United – Aston Villa   | 1–0     | 21 |
| 19 | 20.12.1997 | Aston Villa – Southampton         | 1–1     | 22 |
| 20 | 26.12.1997 | Aston Villa – Tottenham Hotspur   | 4–1     | 25 |
| 21 | 28.01.1997 | Leeds United – Aston Villa        | 1–1     | 26 |
| 22 | 10.01.1998 | Aston Villa – Leicester City      | 1–1     | 27 |
| 23 | 17.01.1998 | Blackburn Rovers – Aston Villa    | 5–0     | 27 |
| 24 | 01.02.1998 | Aston Villa – Newcastle United    | 0–1     | 27 |
| 25 | 07.02.1998 | Derby County – Aston Villa        | 0–1     | 30 |
| 26 | 18.02.1998 | Aston Villa – Manchester United   | 0–2     | 30 |
| 27 | 21.02.1998 | Wimbledon – Aston Villa           | 2–1     | 30 |
| 28 | 28.02.1998 | Aston Villa – Liverpool           | 2–1     | 33 |
| 29 | 08.03.1998 | Chelsea – Aston Villa             | 0–1     | 36 |
| 30 | 11.03.1998 | Aston Villa – Barnsley            | 0–1     | 36 |
| 31 | 14.03.1998 | Aston Villa – Crystal Palace      | 3–1     | 39 |
| 32 | 28.04.1998 | Everton – Aston Villa             | 1–4     | 42 |
| 33 | 04.04.1998 | Aston Villa – West Ham United     | 2–0     | 45 |
| 34 | 11.04.1998 | Coventry City – Aston Villa       | 1–2     | 48 |
| 35 | 18.04.1998 | Southampton – Aston Villa         | 1–2     | 51 |
| 36 | 25.04.1998 | Aston Villa – Bolton Wanderers    | 1–3     | 51 |
| 37 | 02.05.1998 | Sheffield Wednesday – Aston Villa | 1–3     | 54 |
| 38 | 10.05.1998 | Aston Villa – Arsenal             | 1–0     | 57 |

### Eindstand
| Rang | Team                | We | Wi | Ge | Ve | Pu | Vo | Te | Sa  | Fa    |
| ---- | ------------------- | -- | -- | -- | -- | -- | -- | -- | --- | ----- |
|      | Arsenal             | 38 | 23 | 9  | 6  | 78 | 68 | 33 | 35  | 2,061 |
| 2    | Manchester United   | 38 | 23 | 8  | 7  | 77 | 73 | 26 | 47  | 2,808 |
| 3    | Liverpool           | 38 | 18 | 11 | 9  | 65 | 68 | 42 | 26  | 1,619 |
| 4    | Chelsea             | 38 | 20 | 3  | 15 | 63 | 71 | 43 | 28  | 1,651 |
| 5    | Leeds United        | 38 | 17 | 8  | 13 | 59 | 57 | 46 | 11  | 1,239 |
| 6    | Blackburn Rovers    | 38 | 16 | 10 | 12 | 58 | 57 | 52 | 5   | 1,096 |
| 7    | Aston Villa         | 38 | 17 | 6  | 15 | 57 | 49 | 48 | 1   | 1,021 |
| 8    | West Ham United     | 38 | 16 | 8  | 14 | 56 | 56 | 57 | -1  | 0,982 |
| 9    | Derby County        | 38 | 16 | 7  | 15 | 55 | 52 | 49 | 3   | 1,061 |
| 10   | Leicester City      | 38 | 13 | 14 | 11 | 53 | 51 | 41 | 10  | 1,244 |
| 11   | Coventry City       | 38 | 12 | 16 | 10 | 52 | 46 | 44 | 2   | 1,045 |
| 12   | Southampton         | 38 | 14 | 6  | 18 | 48 | 50 | 55 | -5  | 0,909 |
| 13   | Newcastle United    | 38 | 11 | 11 | 16 | 44 | 35 | 44 | -9  | 0,795 |
| 14   | Tottenham Hotspur   | 38 | 11 | 11 | 16 | 44 | 44 | 56 | -12 | 0,786 |
| 15   | Wimbledon           | 38 | 10 | 14 | 14 | 44 | 34 | 46 | -12 | 0,739 |
| 16   | Sheffield Wednesday | 38 | 12 | 8  | 18 | 44 | 52 | 67 | -15 | 0,776 |
| 17   | Everton             | 38 | 10 | 13 | 15 | 43 | 42 | 55 | -13 | 0,764 |
| 18   | Bolton Wanderers    | 38 | 9  | 13 | 16 | 40 | 41 | 61 | -20 | 0,672 |
| 19   | Barnsley            | 38 | 10 | 5  | 23 | 35 | 37 | 82 | -45 | 0,451 |
| 20   | Crystal Palace      | 38 | 7  | 9  | 22 | 30 | 36 | 72 | -36 | 0,5   |

### Statistieken
Bijgaand een overzicht van de spelers van Aston Villa, die in het seizoen 1997/98 onder leiding van trainer Brian Little en zijn opvolger John Gregory speeltijd kregen in de Premier League.
| Naam             | Duels | Goal | Kreeg geel | Kreeg voor de tweede keer geel en dus rood | Weggestuurd |
| ---------------- | ----- | ---- | ---------- | ------------------------------------------ | ----------- |
| Ugo Ehiogu       | 37    | 2    | 5          | 0                                          | 1           |
| Alan Wright      | 37    | 0    | 1          | 0                                          | 0           |
| Simon Grayson    | 33    | 0    | 2          | 0                                          | 0           |
| Ian Taylor       | 32    | 6    | 6          | 0                                          | 0           |
| Gareth Southgate | 32    | 0    | 3          | 0                                          | 0           |
| Mark Draper      | 31    | 3    | 4          | 0                                          | 0           |
| Dwight Yorke     | 30    | 12   | 5          | 0                                          | 0           |
| Mark Bosnich     | 30    | 0    | 0          | 0                                          | 0           |
| Steve Staunton   | 27    | 1    | 5          | 0                                          | 0           |
| Julian Joachim   | 26    | 8    | 0          | 0                                          | 0           |
| Stan Collymore   | 25    | 6    | 3          | 0                                          | 1           |
| Nelson           | 25    | 0    | 1          | 0                                          | 0           |
| Savo Milošević   | 23    | 7    | 5          | 0                                          | 0           |
| Riccardo Scimeca | 21    | 0    | 0          | 0                                          | 0           |
| Gary Charles     | 18    | 1    | 1          | 0                                          | 0           |
| Lee Hendrie      | 17    | 3    | 1          | 0                                          | 0           |
| Michael Oakes    | 8     | 0    | 0          | 0                                          | 0           |
| Saša Ćurčić      | 7     | 0    | 0          | 0                                          | 0           |
| Darren Byfield   | 7     | 0    | 2          | 0                                          | 0           |
| Andy Townsend    | 3     | 0    | 0          | 0                                          | 0           |
| Gareth Barry     | 2     | 0    | 0          | 0                                          | 0           |
| Richard Walker   | 1     | 0    | 0          | 0                                          | 0           |